# روضة خيري
قرية روضة خيري هي إحدى القرى التابعة لمركز أبو حمص في محافظة البحيرة في جمهورية مصر العربية. حسب إحصاءات سنة 2006، بلغ إجمالي السكان في روضة خيرى 10084 نسمة، منهم 5084 رجل و5000 امرأة.